# Singaling Hkamti

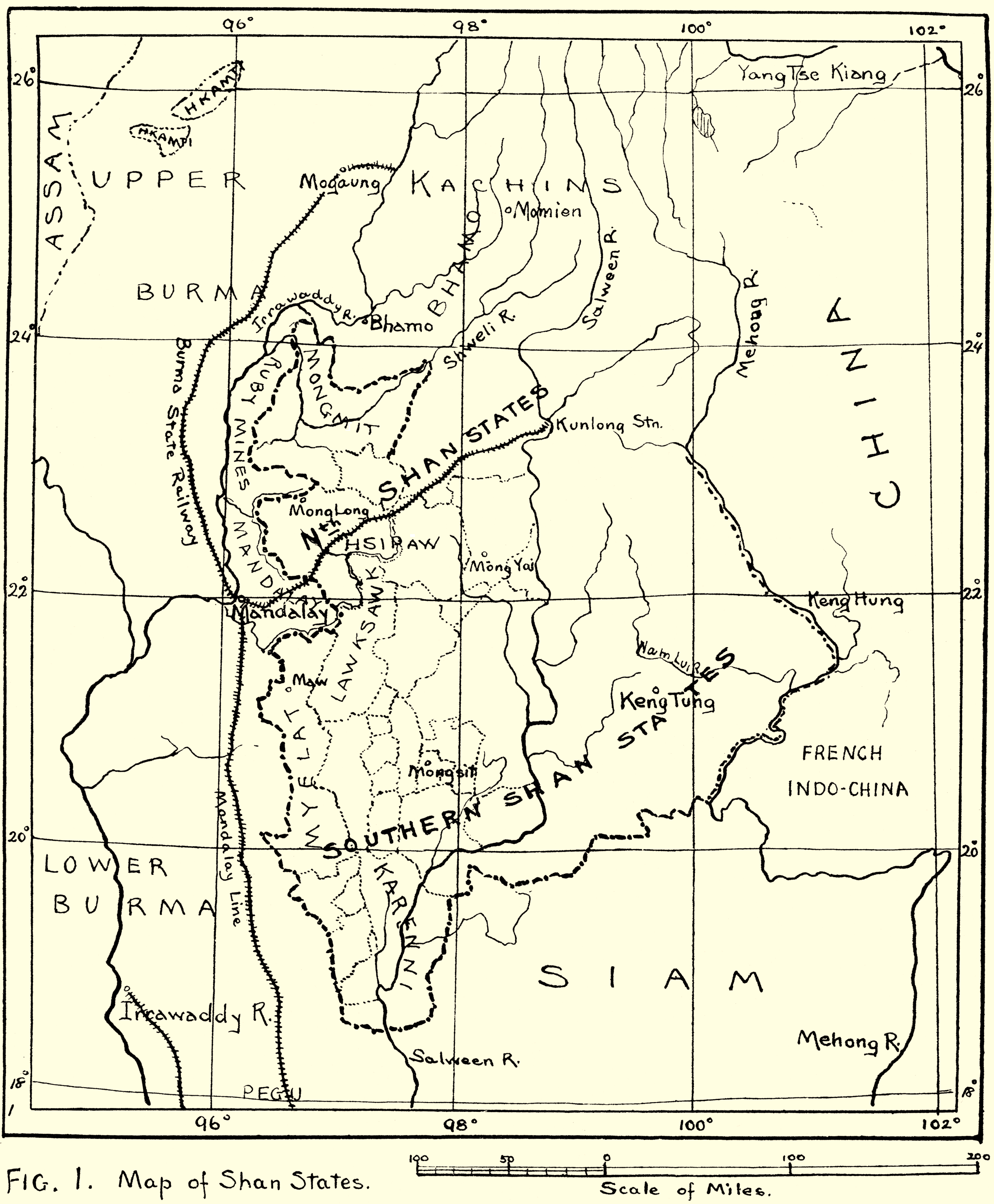
Mapa dels Estats Shan de 1917

Singaling Hkamti (Zingkaling Hkamti) fou un principat xan dins de territori birmà (divisió de Sagaing), situat a les muntanyes fronteres amb Nagaland situades al nord-oest de l'Estat Shan, que va conservar l'autonomia almenys des del segle xv. Estava dividit en dos per una franja de terra del subdistricte de Homalin. Estava poblat per xans i katxins amb una petita minoria de xins. Sotmès al rei de Birmània va ser encarregat a un myosa el 1820. Els xans foren en gran part desplaçats pels katxins que es van apoderar de l'estat vers el 1886 i encara que només hi havia cinc pobles katxins, després va prosperar i no reconeixien l'autoritat del saofa o sawbwa  que només va conservar 4 llogarets. Amb ajut britànic el príncep va poder restablir el control i els pobles xans eren 8 el 1889 i el 1901 ja eren 24 (s'estimaven la seva població en uns 1500 xans i 400 birmans). Va quedar sota autoritat del subcomissionat del districte d'Upper Chindwin de Birmània. La superfície era de 2546 km² i la població 2.048 habitants (1901) però no es comptaven ni els katxins ni els xins. El príncep pagava un tribut de 100 rupies al govern britànic; el seu exèrcit era de 30 homes amb fusells i 100 amb armament sense foc. Va quedar integrat a Birmània amb la independència el 1947.

## Myosa de Singaling Hkamti des de 1820
- Sao Nyi Kaung 1820 - 1844[2]
- Sao Ai 1844 - 1853
- Sao Hi 1853 - 1882
- Sao .... 1882 - 1886
- Sao Ni Taung 1887 - 1892
- Sao Hon (Po Hlaung) 1892 - 1894
- Ma Pu (princesa) 1894 - 1898
- Sao E 1898 - 1927
- Maung Ba Thein 1927 - 1959